# Ремонт основних засобів
Ремо́нт основни́х за́собів (ОЗ)  — комплекс операцій, пов`язаних з заміною чи ремонтом вузлів, агрегатів, деталей, запасних частин або окремих конструктивних елементів об`єкту.

## Класифікація
1. 1. від розміру витрат і обсягу, характеру робіт

- поточний ремонт
- капітальний ремонт

1. 2. за способом здійснення

- господарський
- підрядний
- змішаний

1. 3. за відношенням до плану

- планово-попереджувальний
- позаплановий

1. 4. за відношенням до господарської діяльності

- виробничих ОЗ
- невиробничих ОЗ

1. 5. за належністю ОЗ

- власних
- орендованих, взятих в оперативну оренду
- орендованих, взятих у фінансову оренду

## Система планово-попереджувальних ремонтів
Найбільш досконалою є система планово-попереджувальних ремонтів. При цьому для ремонту машин, обладнання. транспортних засобів незалежно від їх фактичного технічного стану розробляється спеціальний графік ремонтів. Ця система забезпечує 
- регулярний догляд за машинами і обладнанням
- сприяє подовженню терміну експлуатації
- скорочує витрати на позапланові аварійні ремонти
- зменшення простоїв обладнання.

## Основні нормативні документи
1. Положення про технічне обслуговування та ремонт дорожніх транспортних засобів, автомобільного транспорту
2. Положення про безпеку і надійну експлуатацію виробничих будівель та споруд
3. Галузеві положення про систему технічного обслуговування та планово-попереджувальний ремонт ОЗ.

## Облік
У бухгалтерському обліку витрати на утримання ОЗ залежать від їх впливу на майбутні економічні вигоди, що очікуються від їх використання, якщо внаслідок ремонту відновлюються або зберігаються майбутні економічні вигоди, то це поточні витрати виробництва.
Відповідно до Положення (стандарту) бухгалтерського обліку - 7 "Основні засоби" лише в одному випадку витрати на капітальний ремонт ОЗ можуть бути визначені капітальними інвестиціями, якщо ціна придбаного активу, що був у користуванні, передбачає необхідність підприємством здійснити витрати для приведення активу до стану, у якому він придатний для використання.
Облік витрат на ремонт ОЗ ведеться на субрахунку 237.
Витрати на технічне обслуговування не відноситься довитрат на ремонт ОЗ і списання безпосередньо відноситься на витрати відповідного виробництва, у якому експлуатується ОЗ.